# Morti nell'864
| Questa pagina contiene informazioni ricavate automaticamente dalle voci biografiche con l'ausilio del template Bio e di un bot. L'aggiornamento è periodico e automatico e ricostruisce completamente la pagina. Se manca una persona in questa lista, sei pregato di non aggiungerla, ma accertati piuttosto che la sua voce biografica contenga il template Bio e che i dati anagrafici siano correttamente compilati. Se il template Bio manca, inseriscilo tu stesso o, in alternativa, metti l'avviso {{tmp\|Bio}} che ne segnala la mancanza. Se i dati riportati sono sbagliati, correggi direttamente la voce biografica; le modifiche saranno visibili in questa lista entro pochi giorni. Per chiarimenti vedi il progetto biografie. La lista contiene solo le 11 persone che sono citate nell'enciclopedia e per le quali è stato implementato correttamente il template Bio. Pagina aggiornata al 2 lug 2025. |

- 13 settembre - Pietro Tradonico, doge
- 19 ottobre - Laura di Cordova, religiosa e santa spagnola
- Al-Azraqi, storico arabo
- Arnoldo di Guascogna, duca
- Ennin, monaco buddista e filosofo giapponese
- Hostegesis, vescovo arabo
- Sergio I di Napoli, militare italiano
- Stefano d'Alvernia, conte
- Trpimir I di Croazia, sovrano croato
- Vadim il Coraggioso, sovrano russo
- Yahya ibn Muhammad, sultano marocchino